# Procambarus brazoriensis
Procambarus brazoriensis är en sötvattenlevande kräfta som lever endemiskt i USA.